# کلوئی دالتون
کلوئی دالتون (انگلیسی: Chloe Dalton) زادهٔ ۱۱ ژوئیهٔ ۱۹۹۳) بازیکن راگبی ۷ نفره اهل استرالیا است.
وی در مسابقات کشوری و بین‌المللی در مجموع برندهٔ ۱ مدال طلا شده‌است.